# Guido Wilmar Sassi
Guido Wilmar Sassi (Lages-SC, 15 de setembro de 1922 - 5 de Maio de 2002) foi um funcionário público, bancário e escritor brasileiro.

## Biografia

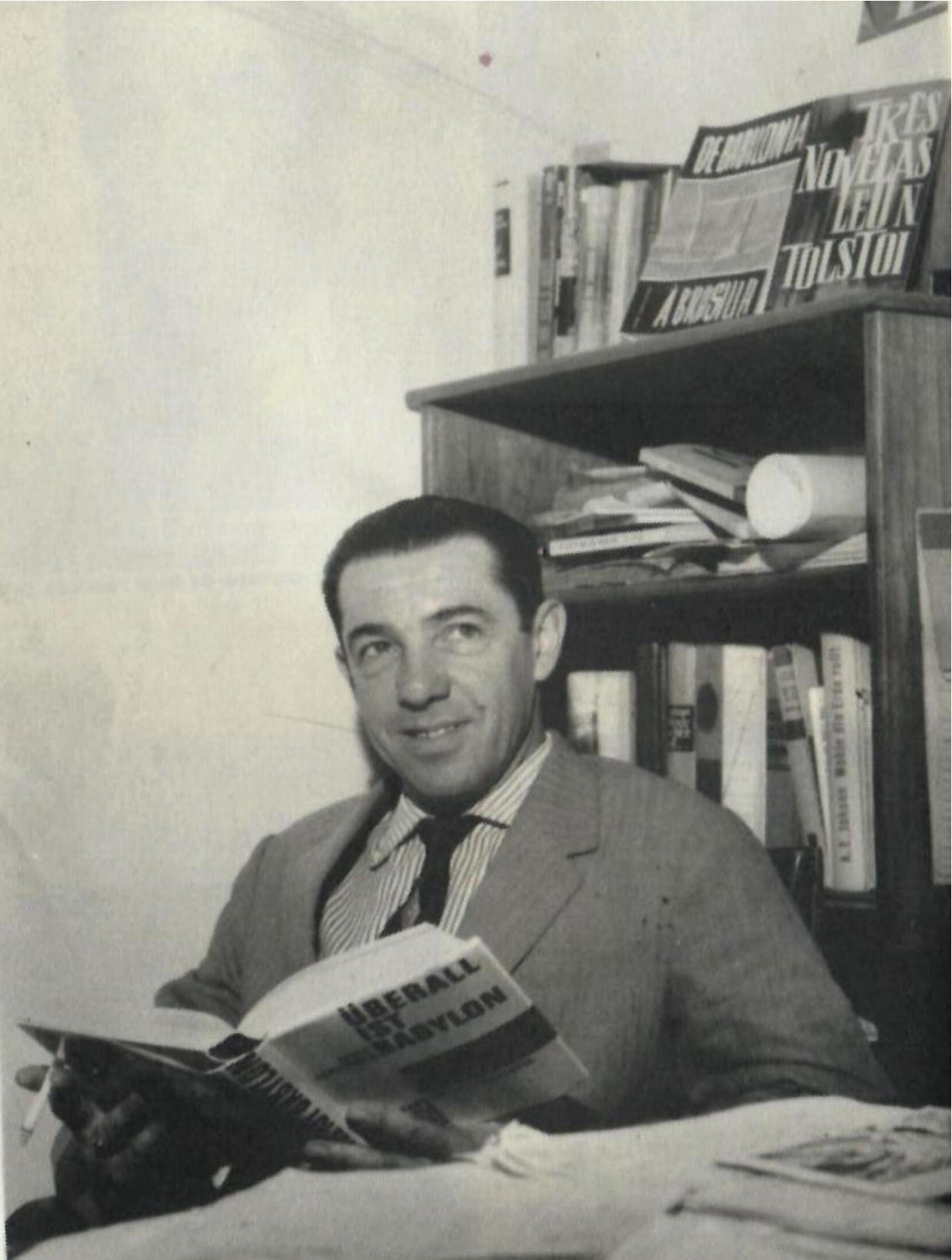
Foto do escritor Guido Wilmar Sassi nas dependências da Editora Boa Leitura, em São Paulo, 1962. Lançamento do romance São Miguel

Filho de Francisco Sassi e Ana Maria Hamitzsch. Passou sua infância e juventude entre Lages e Campos Novos, no interior de Santa Catarina. As duas cidades foram importantes fontes para as histórias que o autor escreveria anos mais tarde. Morou boa parte do tempo com a avó materna, Gertrudes Geising. Chegou a auxiliar o pai, por algum tempo, na padaria de sua família. Com a morte deste, em 1942, abandona os estudos e ingressa no Departamento de Estradas e Rodagem de Santa Catarina, ajudando financeiramente a família. O escritor não chegou a completar os estudos formais, tornando-se autodidata. Leitor dedicado, teve contato com as letras desde cedo.
Em entrevista de 1990, a Giovanni Ricciardi e publicada na edição 53 de "Ô Catarina", Guido alegava que: "O pai era semi-analfabeto. Ele sabia ler, mas era incapaz de assinar o próprio nome. Tinha grande cultura oral e contava causos fabulosos. (...) Deixei os estudos, sem concluir a 4ª série ginasial. Tornei-me autodidata".
Ainda em Lages publicou na imprensa local, a partir de 1946, primeiro sob pseudônimo (Nélio Cardoso) no jornal Guia Serrano, editado pelo Frei Sebastião da Silva Neiva. Mais tarde integra-se ao grupo de jovens idealizadores, os irmãos Evilásio e Edézio Nery Caon e Syrth Nicolléli, que assumiram a frente do jornal Correio Lageano. O grupo, além de imprimir uma feição mais moderna ao jornal, engajou-se na política partidária, fundando o Partido Trabalhista Brasileiro em âmbito local (Guido nunca filiou-se ao partido, nem encarou a vida partidária, mas convivia com os amigos na redação do jornal).
No início da década de 1950 também integrou o Grupo Sul (editora e grupo de escritores novos), de Florianópolis, tornando-se amigo de Salim Miguel e Eglê Malheiros. Guido chegou a lançar, em parceria com o amigo Nereu Góss (crítico de cinema e ilustrador), um suplemento literário de curta duração no jornal Correio Lageano. Influenciado pela Revista Sul, com o apoio de amigos, também tentou lançar uma revista literária, em 1951, intitulada Rumos, que contou com apenas três números. Além de artistas locais, regionais e estaduais, Guido também tentou divulgar, através de Rumos, a arte moderna, reproduzindo obras de Osvaldo Goeldi, Athos Bulcão, Santa Rosa, com clichês fornecidos pelo então deputado federal Jorge Lacerda, este vinculado ao suplemento literário mais importante do país, Letras e Artes, do jornal Correio da Manhã (RJ) de Assis Chateubriand. Em 1956 ajuda a fundar o Círculo de Cultura de Lages, entidade responsável pela organização de exposições, cursos de gravura, espetáculos de teatro, palestras, recitais e o Salão Lageano de Artes Plásticas.
Guido Wilmar Sassi, em 1952, após aprovação em concurso público, passa a trabalhar no Banco do Brasil, em Rio do Sul. Morou numa curta temporada em São Paulo (1957). Muda-se definitivamente para o Rio de Janeiro, em 1960, onde criou ampla rede de amigos, a exemplo dos escritores João Antônio, Paulo Rónai e Esdras do nascimento e do editor da Civilização Brasileira, Ênio Silveira.
Foi casado, desde 1946, com Adília Flora Miranda, com quem teve quatro filhos.
Faleceu em 2002, no Rio de Janeiro.

## Obra literária
Sassi estreou a sua carreira literária em 1949 com a publicação do conto Amigo Velho na Revista do Globo, de Porto Alegre (Edição 495). O conto tinha um pinheiro como personagem principal e já anunciava temas que o autor trabalharia ficcionalmente mais tarde.
Nestes primeiros anos publica alguns contos policiais e é premiado em concursos de magazines populares como a Policial em Revista.
Divulga conto em revistas e jornais do país. O seu primeiro livro, no entanto, foi lançado em 1953, “Piá” (Edições Sul), uma coletânea de contos em que as personagens principais são crianças, demonstrando habilidade num gênero difícil e traquejo para o tratamento de temas pouco trabalhados na literatura brasileira (os dilemas da infância, em diversas classes sociais, mas especialmente entre os pobres). Com ele, o autor foi finalista do Prêmio Fábio Prado. Em 1954 integra a antologia Contistas Novos de Santa Catarina (Edições Sul), organizada por Osvaldo Ferreira de Melo Filho e Salim Miguel.
Em 1957 publicou Amigo Velho (Edições Sul), segundo livro de contos, este reconhecido pelo Instituto Nacional do Livro como um dos melhores livros do gênero naquele ano, dividindo o Prêmio Artur Azevedo com Autran Dourado e Moreira Campos, conforme noticiou o Jornal do Brasil, em 17 de outubro de 1958. O livro logrou algum sucesso e inaugurou o "ciclo da madeira" na literatura brasileira, ao menos aquele ocorrido no sul do Brasil que devastou a mata nativa e praticamente extinguiu o pinheiro Araucária. As personagens principais estão todas vinculadas a atividade madeireira: motoristas, carregadores, empilhadores, serradores e operários. Com enredos trágicos, o livro problematiza, em várias escalas, os tipos de violência implicados no mundo do trabalho no Brasil daquele período, apresentando uma contra narrativa à história oficial que, pelo viés econômico e patronal, via o "ciclo da madeira" apenas como sinal de progresso e desenvolvimento.
Em 1960, o autor venceu o concurso de melhor romance para Editora Boa Leitura com “São Miguel”, romance lançado em 1962, onde narra a história dos balseiros do rio Uruguai, uma vida pouco conhecida, que de pende das enchentes do rio, ocasião em que milhares de toras da madeira seguem para o mercado argentino.
Ainda em 1963, publicou “Testemunha do Tempo”, livro que reunia contos de ficção científica, aproveitando um novo impulso à ficção científica escrita por brasileiros com a coleção de livros lançada pela Edições G.R.D. de Gumercindo Rocha Dorea, que passou a encomendar trabalhos dentro do gênero a autores já consagrados na literatura mainstream.
A sua obra mais importante, no entanto, é “Geração do Deserto”, de 1964. A obra ganhou uma adaptação para o cinema em 1971 - A Guerra dos Pelados, filme de Silvio Back. O romance trata da Guerra do Contestado, que envolveu os estados de Santa Catarina e do Paraná, trazendo a luta dos camponeses e o papel dos jagunços, assim como os heróis messiânicos. Lembra, assim, a Guerra de Canudos.
Já reconhecido como escritor de algum talento, publica cinco contos em parceria com o jornalista Alberto Dines, Esdras do Nascimento e Isaac Piltcher em 1960, no livro 20 Histórias Curtas. Ao lado destes, é divulgado como expoente da "Nova Geração". Em 1965, à convite, participa da coletânea A Cidade e as Ruas com vários autores, edição comemorativa do IV Centenário da cidade do Rio de Janeiro, escrevendo sobre o bairro de Botafogo.
Depois disso, deixou a carreira literária por 16 anos. Acredita-se que a pausa aconteceu em função do golpe civil-militar de 1964, além da perda repentina de uma filha de 12 anos, que faleceu vítima de um afogamento. No mesmo ano também enfrentou a morte de um de seus melhores amigos de infância, Hélio Bosco de Castro, que pôs fim à própria vida.
O livro “O Calendário da Eternidade” marca a volta de Sassi, lançado na década de 1980. O livro fala da vida dos mergulhadores de plataforma de petróleo. A obra foi lançada por insistência de Hélio Pólvora, Eglê Malheiros e Salim Miguel, então editor da Editora da Universidade Federal de Santa Catarina, em parceria com a Fundação Catarinense de Cultura. Desta parceria também foram publicados, nos anos 1980, o livro A bomba atômica de Deus (1986) e Os sete mistérios da casa queimada (1989).
Guido Wilmar Sassi foi um autor reconhecido pela sua geração, principalmente como contista e mais tarde com o romance Geração do Deserto. Críticos, como Paulo Rónai, Aurélio Buarque de Holanda, Assis Brasil e Wilson Martins, chegaram a distingui-lo dentre as revelações da literatura brasileira nos anos 1950. Retratou ficcionalmente a vida social da região do planalto serrano e do oeste catarinense, nas primeiras obras, com realismo implacável e fez da matéria local um caminho para discutir temas universais como a desigualdade social e a injustiça. Foi um importante escritor de sua geração, ainda que tenha sido rotulado como um autor regionalista (de intenção participante), como o fez Alfredo Bosi em História Concisa da Literatura Brasileira(p.456), o que restringiu o alcance crítico de sua obra.
Guido Wilmar Sassi foi, em vários aspectos, um relevante autor da literatura contemporânea brasileira. O pinheiro em particular, e a exploração da madeira, em geral, tornaram-se, por algum tempo, o tema principal de sua literatura, além de retratar a infância, os dilemas das classes populares e ser um dos principais responsáveis em dar destaque para o movimento do Contestado, com a obra Geração do Deserto (1964). Guido utilizou linguagem com características regionais em seus narradores mas nunca se restringiu aos temas regionais. O autor aposta no coloquialismo e na linguagem popular brasileira ao modo do modernismo brasileiro.Percebe-se um certo tom amargo em seus textos, um pessimismo em relação ao desenvolvimento econômico e social do país.
Segundo Raul Arruda Filho, “depois de Guido Wilmar Sassi, poucos escritores significativos surgiram no Planalto Catarinense”. Para o jornalista Joel Gehlen, Sassi foi "um dos mais importantes prosadores de Santa Catarina, ao lado de Salim Miguel e Adolfo Boos Jr.".
Parte de sua obra voltou a ser publicada e foi reedita pela Editora Movimento, de Porto Alegre. Amigo Velho e Geração do Deserto ainda fazem parte de listas para leitura obrigatória dos vestibulares em âmbito nacional, mas especialmente nos certames realizados em Santa Catarina. Vários de seus contos integraram coletâneas e antologias de contos no Brasil, a exemplo de Maravilhas do Conto Moderno Brasileiro, lançada pela Editora Cultrix e em Pinheirais e Marinhas, obra organizada por Diaulas Riedel, com seleção, introdução e notas de Ernani Silva Bruno. Dois de seus contos também foram traduzidos e republicados em antologias de contos em Angola, publicações Imbondeiro Gigante (1963) e na Alemanha, em Moderne Brasilianische Erzahler (1968).

## Obras do autor
SASSI, Guido Wilmar. Piá.  Florianópolis: Edições Sul, 1953.
SASSI, Guido Wilmar. Amigo Velho. Florianópolis: Edições Sul, 1957.
SASSI, Guido Wilmar. São Miguel. São Paulo: Editora Boa Leitura, 1962.
SASSI, Guido Wilmar. Testemunha do tempo. Rio de Janeiro: G.R.D. 1963.
SASSI, Guido Wilmar. Geração do Deserto. Rio de Janeiro, Ed. Civilização Brasileira, 1964.
SASSI, Guido Wilmar. O calendário da eternidade. Florianópolis. Ed. da UFSC, 1983.
SASSI, Guido Wilmar. A bomba atômica de Deus. Florianópolis: FCC,1986.
SASSI, Guido Wilmar. Os sete mistérios da casa queimada. Florianópolis. Ed. da UFSC, 1989.

## Trabalhos acadêmicos dedicados à obra do autor
MORITZ, Heloísa Helena Clasen. Aspectos da narrativa de Guido Wilmar Sassi. Dissertação de Mestrado. Florianópolis: UFSC, 1977.
MELO, Leonete Neto Garcia. O regionalismo na literatura de Guido Wilmar Sassi. Dissertação de Mestrado. Florianópolis: UFSC, 1978.
SACHET, Celestino. Antologia de autores catarinenses. Rio de Janeiro: Editora Laudes S.A.
MIRANDA, Heloisa Pereira Hübbe. Travessias pelo Sertão do Contestado: entre ficção e história, no deserto e na floresta. Dissertação de Mestrado. Florianópolis: UFSC, 1997.
SOARES, Iaponam; MIGUEL, Salim (org.) Guido Wilmar Sassi: literatura e cidadania. Florianópolis: Ed. da UFSC, 1992.
ARRUDA FILHO, Raul José Mattos de. Baruio di purungo: literatura no Planalto Serrano de Santa Catarina. Dissertação em Letras – Literatura e Teoria Literária. Florianópolis: Universidade Federal de Santa Catarina, 2000.